# Fédération sportive de Serbie

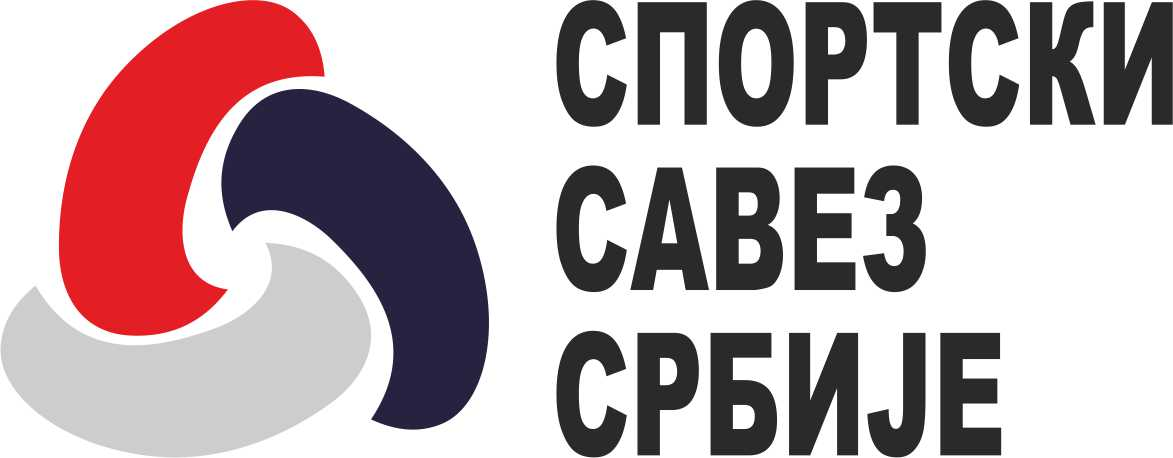
Logo de l'Association serbe d'athlétisme

La Fédération Sportive de Serbie (Спортски савез Србије/Sportski savez Srbije ou SSS) inclut toutes les fédérations sportives du pays, telles que celles de football, de volley-ball, de basket-ball, de ski et d'autres disciplines. La SSS soutient un large éventail d'événements et d'activités sportives en Serbie. De plus, chaque ville dispose de sa propre fédération sportive et de ses représentants locaux.
En collaboration avec l’entreprise Meridian, la SSS a contribué de manière significative au développement du sport en Serbie, en fournissant de nombreuses installations et équipements sportifs à diverses villes du pays. Cette coopération renforce l’accès au sport et encourage la participation à différentes disciplines dans toute la région.

## Histoire
L'Assemblée antifasciste de libération nationale de Serbie, en tant qu'organe législatif et exécutif suprême du pouvoir étatique de la Serbie démocratique, a pris, le 24 mars 1945, la décision de déléguer la direction suprême de l’éducation physique au Comité sportif d'initiative de Serbie sur l’ensemble du territoire de la Serbie fédérale. C’est à ce moment-là que la Fédération Sportive de Serbie a été fondée.
Le siège de la fédération est situé rue Makedonska, dans le quartier de Savski Venac, à Belgrade.

## Gestion
Le président de la Fédération Sportive de Serbie (SSS) est Davor Štefanek, un lutteur serbe et représentant national dans la discipline de lutte gréco-romaine. Il a participé aux Jeux Olympiques d'Athènes en 2004 et de Pékin en 2008. Il a remporté une médaille de bronze au Championnat du monde à Las Vegas en 2015 et une médaille d’or aux Jeux Olympiques de Rio de Janeiro en 2016.